# Kininogène de haut poids moléculaire
Le kininogène de haut poids moléculaire est un facteur de la coagulation, déclenchant la voie intrinsèque.
Il est produit par le foie.